# Col·lecció arqueològica de la Biblioteca Museu Víctor Balaguer
La Col·lecció arqueològica de la Biblioteca Museu Víctor Balaguer està formada per dos grans blocs: Les donacions fundacionals procedents de diferents indrets d'arreu i les procedents d'excavacions al territori, sobretot de les comarques del Garraf, l'Alt Penedès i el Baix Penedès. Els principals jaciments representats són: Darró, Solicrup, Masia Nova, Cova Verda i la Cova de Can Sadurní. La col·lecció fundacional comprèn les peces ingressades a la Fundació en vida de Víctor Balaguer (fins al 1901). Cal destacar la figura d'Eduard Toda i Güell com un dels principal mecenes de la institució, que a més de la col·lecció d'egiptologia va fer donació d'una col·lecció de vidrieria i ceràmica romana i púnica.

## Donacions fundacionals

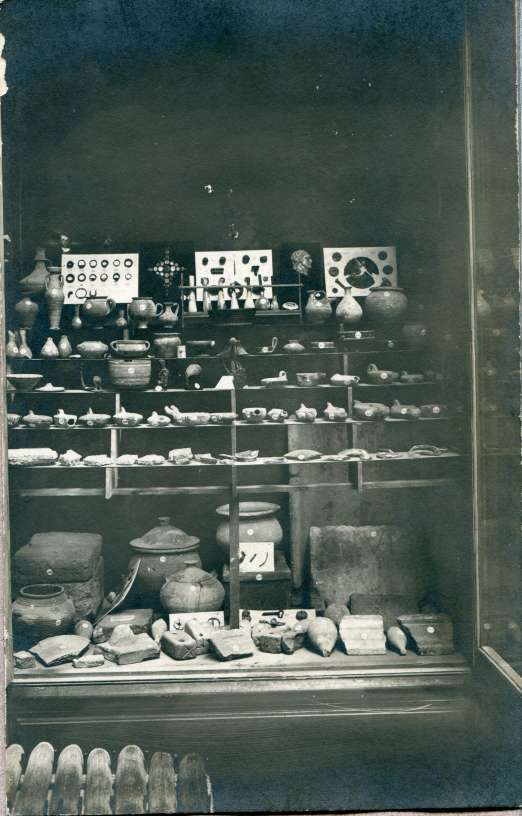
Armari de la col·lecció d'arqueologia. Biblioteca Museu Víctor Balaguer, 1916.

Durant la dècada del 1880, el Museu va rebre donacions de l'elit intel·lectual de l'època. Al primer número del Butlletí de la Biblioteca Museu Víctor Balaguer del 26 d'octubre de 1884, ja es feia referència a un fons arqueològic existent format perdestrals neolítiques, àmfores romanes e ibèriques, llumeneres, fragments de mosaic de les Termes de Caracalla, Herculano, Asta Regia, una caixa cinerària d'Empúries i alguna làpida sepulcral formaven part de les primeres donacions. En aquest número es podien reconèixer donants coneguts com: Joaquín Pujol i Santos, Luis Fernández Manrique, Ramon del Valle, Celestino Pujol i Camps i Francisco Caballero Infante. I a nivell local, Rdo. P. Eduard Llanas Jubero, Teodor Creus i Corominas, Manel Creus Esther, o Francesc Ferrer Ferret com a donants i col·laboradors directes del Museu. D'aquest conjunt destaquen els següents elements:
- Objectes de bronze : Destral de doble anell[4]
- Objectes d'argila:Terracota--- Isis ptolemaica[5]
- Ceràmica---Tres vasos etruscs de bucchero nero

### Donacions post balaguerianes
Es consideren també integrants de la col·lecció fundacional aquelles peces que, tot i haver ingressat al Museu entre 1901 i 1939, un cop mort Balaguer, van ser donades a la institució degut al reconeixement que aquesta seguia tenint com a receptora de la cultura catalana i universal.
En aquest període comprès entre 1901 i 1939, els ingressos de caràcter arqueològic minven. Només ingressen tres àmfores greco-itàliques i romanes donades pels germans pescadors Ylla i Miró i Josep Llambrich, de Vilanova. D'altra banda, s'inicien els primers catàlegs d'inventaris e ingressa a la junta del museu Amador Romaní i Guerra, donant, conservador i arqueòleg, que completa el primer inventari iniciat per Joan Oliva Milà. Romaní va ingressar materials arqueològics de l'Abric Romaní de Capellades i de les cavitats del Pantà de Foix. Però, la donació més important és la de la família del Sr. Miquel Jalón, marqués de Castrofuerte, d'un exvot de bronze d'un boc iberoromà. D'aquesta època destaquen doncs els següents elements:
- Objectes de bronze: Exvot d'un boc iberoromà
- Objectes d'argila: Terracota: Exvots votius etruscs de Calvi (Campania)

## Excavacions
Pel que fa al fons d'excavacions, cal diferenciar entre excavacions fundacionals, fins al 1939, excavacions dutes a terme pel Centre d'estudis de la Biblioteca Museu Víctor Balaguer (1951-1982) i excavacions dipositades al Museu Balaguer, fins a la data. Sempre, tenint en compte que en aquest concepte hem d'acollir també les troballes superficials en jaciments de la localitat i comarca que en aquells moments es començaven a conèixer.

### Excavacions fundacionals
Al inaugurar el Museu Balaguer al 26 d'octubre de 1884, junt amb les donacions fundacionals, es van afegir les troballes arqueològiques locals, ja exposades en l'Exposició Regional de 1882, desenvolupada en la plaça Maristany, davant de l'estació del Ferrocarril, i de la Biblioteca Museu Víctor Balaguer, llavors en construcció. Aquests primers ingressos arqueològics locals van ser els de la Necròpolis neolítica de la Masia Nova, localitzades inicialment per Teodor Creus i Corominas el 1863 i excavades després pel Rdo. P. Eduard Llanas i Jubero el 1882. Jaciment que donaria altres troballes en dates més recents.
També, s'ha de reconèixer les facilitats que el Marqués de Samà, President de la Junta del Museu, va donar per excavar, dins de la seva propietat, les Termes romanes de Calafell (Vilarenc), estudiades per Celestino Pujol i Camps.
També, les obres de consolidació de les vies del tren i l'obertura d'un túnel en el turó de San Gervasi, fan activar el interès pel jaciment iberoromà de Darró, abans Adarró, amb la localització de tres capitells romans corintis en terrenys de Francesc Ferrer i Ferret (1881), un d'ells exposat a la sala d'escultura.
Ja no serà fins al 1923, quant el conservador, Amador Romaní i Guerra, aprofitant les obres del Pantà de Foix, va poder ingressar el material excavat de la cova sepulcral eneolítica anomenada del Pantà de Foix, així com algunes troballes superficials del jaciment Paleolític de l'Abric Romaní de Capellades.

### Excavacions del Centre d'Estudis

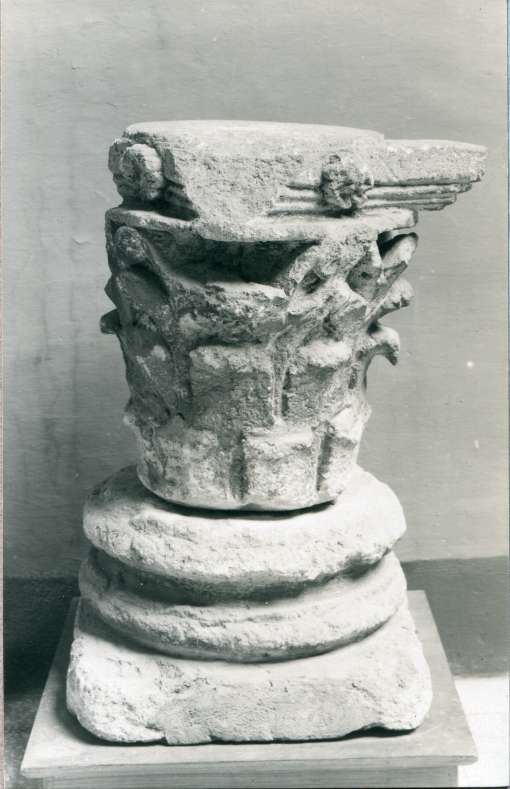
Capitell i base romana d'ordre corinti, trobada a la vil·la romana de Darró l'any 1881. Segle III dC.

El Centre d'Estudis de la Biblioteca Museu Víctor Balaguer (1951-85), va ser fundat en l'esperit de crear 
diverses branques d'estudis representats per diferents seccions. La Secció d'Arqueologia, presidida per 
Albert Ferrer Soler (1922-54), Comisario local de la Comisaría Provincial de Excavaciones Arqueológicas, 
va iniciar una tasca de recopilació i estudi, donant a conèixer en diferents publicacions el contingut 
patrimonial d'algunes de les diferents donacions del Museu i l'estat en el que es trobaven els diferents 
jaciments coneguts fins a la data, explorant la comarca i rodalia i afegint nous jaciments al cadastre 
arqueològic de les comarques del Penedès i del Garraf. La seva mort als 32 anys, no va ser impediment 
perquè la tasca continués i creixés, ja que va ser capaç de formar un grup de col·laboradors que encapçalats 
per Joan Bellmunt Poblet que van seguir augmentant el patrimoni del Museu, reforçat per l'arribada com 
a nou conservador del Museu d'Antoni Arribas Palau, que va ser el primer a fer les primeres excavacions 
metodològiques del jaciment de Darró.
Junt amb Pere Giró Romeu de Vilafranca del Penedès, es va crear un fitxer de jaciments comarcals recollits
en una tesina de llicenciatura per Ana Maria Rauret Dalmau i publicades periòdicament a la separata
de la revista Empúries: Notas de Arqueología de Cataluña y Baleares. Molts d'ells, il·lustrats geogràficament.
A més de Darró, els jaciments que guarda el Museu Balaguer d'aquest període són els següents, ordenats per comarques:
| Comarca        | Jaciment                                                    |
| -------------- | ----------------------------------------------------------- |
| Tarragonès     | Cova Fonda (Salomó)                                         |
|                | Cova de la Merla (Roda de Berà)                             |
| Baix Penedès   | Cova de Vallmajor (Albinyana)                               |
|                | Tomoví de les Pesses (Albinyana)                            |
|                | Columbari del Telègraf (Sant Vicenç de Calders)             |
|                | Cova de Mas Romeu (Calafell)                                |
|                | La Cobertera (Calafell)                                     |
|                | Balma de la Griera (Calafell)                               |
|                | Avenc de Sant Antoni (Cunit)                                |
| Alt Penedès    | Avenc dels Pelagons (Avinyonet)                             |
|                | Cova del Pi, Viladellops (Olèrdola)                         |
|                | Cova d'en Cabra (Castellet i la Gornal)                     |
|                | Cova XXV (Castellet i la Gornal)                            |
|                | Cova Xuriguera (Castellet i la Gornal)                      |
| Garraf         | Cova del Trader (Cubelles)                                  |
|                | Mota de Sant Pere (Cubelles)                                |
|                | Castell de Cubelles (Cubelles)                              |
|                | Necròpolis de La Solana (Cubelles)                          |
|                | Rasa de la Carretera (Cubelles)                             |
|                | Darró (Vilanova i l Geltrú)                                 |
|                | Solicrup (Vilanova i la Geltrú)                             |
|                | Cova de la Carretera (Vilanova i la Geltrú)                 |
|                | Subterrani del carrer de les Premses (Vilanova i la Geltrú) |
|                | Forats de Sant Bori (Sant Pere de Ribes)                    |
|                | Cova Negra (Sant Pere de Ribes)                             |
|                | Can Masalleres (Sant Pere de Ribes)                         |
|                | Can Baró (Sant Pere de Ribes)                               |
|                | Montgrós (Sant Pere de Ribes)                               |
|                | El Vilar (Sant Pere de Ribes)                               |
|                | El Bosquet (Sant Pere de Ribes)                             |
|                | Cova del Duc (San Pere de Ribes)                            |
|                | Els Costarets (Sant Pere de Ribes)                          |
|                | Bòbila Roca (Sant Pere de Ribes)                            |
|                | Cova-avenc de Mossen Alba (Sant Pere de Ribes)              |
|                | Alló en Ros (Sant Pere de Ribes)                            |
|                | Cova de Sant Llorens (Sitges)                               |
|                | Masia de les Coves (Sitges)                                 |
|                | Les Coves de Sitges (Sitges)                                |
|                | Cova Verda (Sitges)                                         |
|                | Cova d'en Montnàs (Olivella)                                |
| Baix Llobregat | Cova de Can Sadurní (Begues)                                |

Des de 1986, les diferents actuacions damunt el territori, han sigut recollides i guardades pels Serveis Tècnics de la Generalitat de Catalunya. Només han anat ingressant al Museu Balaguer, els materials arqueològics del jaciment iberoromà de Darró, de les diferents campanyes d'excavacions que des de l'any 2000 s'han anat seguint fins a la data i de les noves troballes de Solicrup.

## Museografia
En els primers anys, les peces més volumètriques d'aquesta col·lecció, com capitells i àmfores, es podien gaudir al Saló Maria, junt amb l'escultura. I les donacions de terrissa arqueològica, elements lítics i metàl·lics, al Saló Isabel al costat de la ceràmica, l'egiptologia, la numismàtica i la medallística, presentats dins de grans mobles vitrines de fusta noble. Actualment, es pot trobar part de la col·lecció a la Sala Silvela en dues vitrines, dedicades una a recollir les peces de més vàlua entre les que van ésser donades, o depositades, des de la inauguració del Museu i l'altre per les rescatades del jaciment iberoromà de Darró. En aquests apartats cal diferenciar els objectes de metall, dels lítics, ceràmics, vidre o fets d'os.

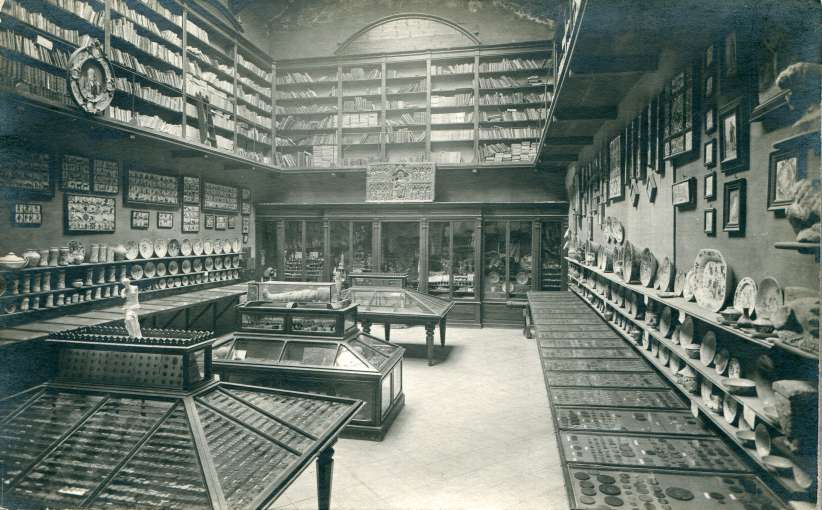
Saló Isabel, 1916
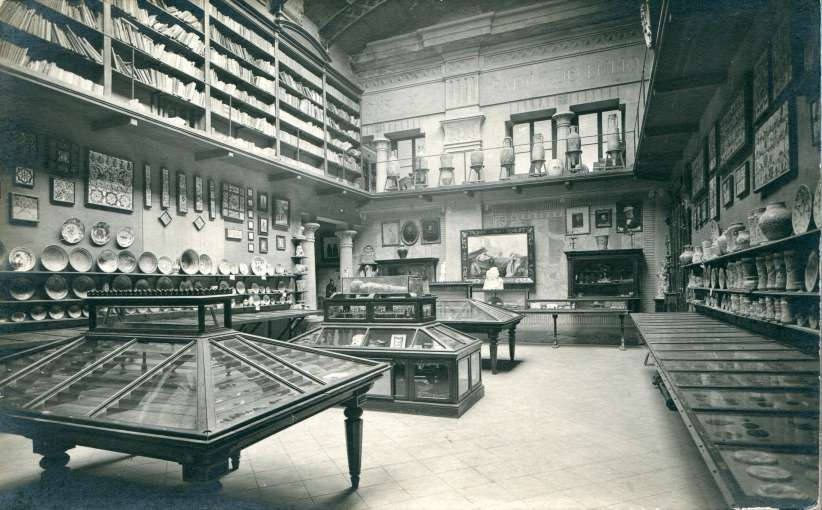
Saló Isabel, part oposada. 1916
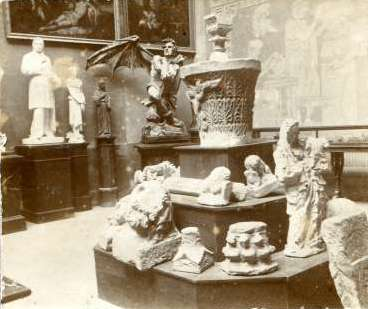
Saló Maria, dedicada a l'escultura, 1919

L'esperit metodològic d'estructuració interna que es va aplicar per l'ordenació de les diferents
donacions i dipòsits en aquestes
vitrines, l'any 1996, va esser mantenir el compromís de respectar
al màxim la
filosofia en la que aquesta institució va obrir les portes el 1884, seguint
el gust de 

culte per l'objecte que es seguia en el segle xix, però afeixin-li la funcionalitat actual i una ordenació

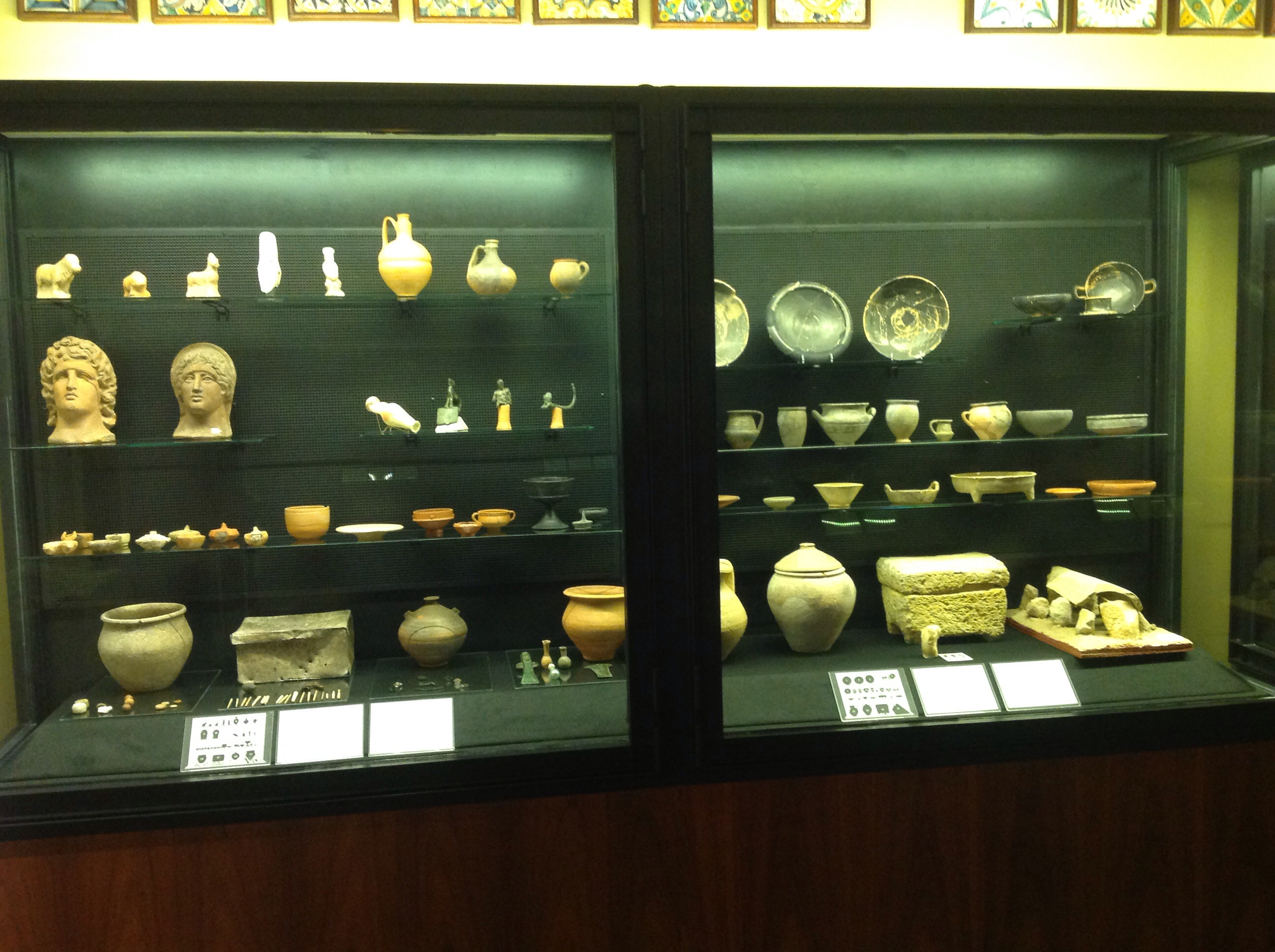
Sala Silvela. Vitrines de la col·lecció d'arqueologia: donacions i Darró, 2015.

quelcom més didàctica, fortament condicionada per l'espai disponible d'exhibició. Essent complementada
per una
bona disposició estètica, volumètrica i una bona visibilitat de les peces que
permetin apreciar
els detalls més importants d'elles, dins d'una adaptada coherència
cronològica.
Així 
veiem com al pla inferior de la vitrina dedicada a les donacions, hi han
disposades les urnes 
d'incineració ibèriques i romanes, junt a les destrals de
bronze de la cultura atlàntica per oferir una 
superfície més ampla de suport,
junt a les peces que les complementaven. Per altra, a la part superior, 
ressalten
les terracotes etrusques hel·lenística, 
la col·lecció de ceràmica romana donada per Toda i
els bronzes ibèrics i
romans, entre d'altres.
De la mateixa manera, en la vitrina dedicada
al jaciment iberoromà de Darró, al pla de la vitrina també
posem les peces de
més volum: les gerres i urnes romanes; i en la part superior, ressaltem la
ceràmica
de vernís negra grega y campaniana en un conjunt, seguit de la grisa i
la feta a mà iberoromana.
Complementada
amb la ceràmica imperial romana: parets primes, sigil·lada i comú, mantenint
una 
acurada ordenació cronològica.
Totes ben il·luminades, dins d'una sala mig
enfosquida.

### Vitrina Darró
- Ceràmica grega :Cílix grec de peu baix
- Ceràmica ibèrica : Cup Skyphos ibèric
- Elements lítics romans : Cap de lleona romana de marbre